# ایوان سابارا
ایوان سابارا (انگلیسی: Evan Sabara؛ زادهٔ ۱۴ ژوئن ۱۹۹۲) یک هنرپیشه اهل ایالات متحده آمریکا است.